# Árvore VP

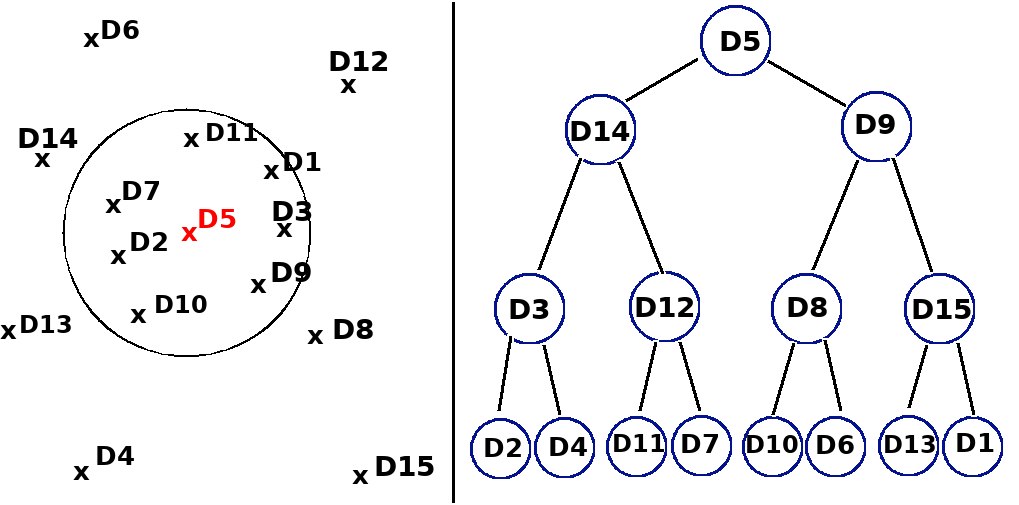
Exemplo de utilização de uma árvore vantage-point.

Uma árvore vantage-point (ou árvore VP) é uma estrutura de dados do tipo árvore métrica binária que segrega os dados em um espaço métrico pela escolha de uma posição no espaço (o "vantage point" ou pivô), particionando os dados em duas partes, os que estão próximos do vantage point, e os que não estão.
Uma árvore VP, semelhante à árvore Burkhard-Keller, seleciona um elemento pivô que será a raiz da árvore e particiona os demais pontos baseados na sua distância em relacão a esse pivô, dividindo os elementos em dois subconjuntos. Esse processo é repetido para os subconjuntos para todas partições não vazias, construindo-se assim, a árvore. A função de distância das árvores VP, diferentemente das árvores Burkhard-Keller, retorna um valor contínuo, e não um valor  discreto. Existem variações dessa árvore como a árvore VP otimizada, árvore VP múltipla e a floresta VP.